# Sonny Stevens
Sonny Stevens (Hoorn, 22 juni 1992) is een Nederlands voetballer die als doelman speelt.

## Clubcarrière

### FC Volendam
Stevens begon bij SV Always Forward voor hij in de jeugdopleiding van FC Volendam kwam. Hij debuteerde op 21 september 2010 in het bekerduel bij HVV Hollandia. Na het vertrek van Robbin Ruiter werd Stevens eerste doelman. Op een haar na mist FC Volendam het kampioenschap ondanks een onder andere goed spelende Stevens.

### FC Twente
Op 28 mei 2013 tekende Stevens een vierjarig contract bij FC Twente. Op 25 september 2014 maakte hij zijn debuut voor de club in het bekerduel tegen Achilles '29, die de club met 3-1 wist te winnen. Aanvankelijk zou Stevens eerste keeper worden van het elftal, maar raakte in de voorbereiding van het seizoen 2013/14 geblesseerd aan zijn linkerschouder, waardoor hij enkele maanden niet inzetbaar zou kunnen zijn. Op 28 september werd bekendgemaakt dat Stevens als vaste keeper gebruikt zou worden in de bekerwedstrijden, iets wat de club in het seizoen 2010/2011 ook deed met de destijds tweede keeper Sander Boschker. Op 14 december 2014 maakte hij zijn eredivisiedebuut in het uitduel tegen PSV, en werd hij voor de rest van het seizoen in de competitie gebruikt als eerste keeper na tegenvallende prestaties van concurrent Nick Marsman.
In de halve finale om de KNVB Beker tegen PEC Zwolle op 7 april 2015 moest Stevens na 37 minuten het veld verlaten, nadat hij in botsing was gekomen met PEC-speler Bram van Polen. Op 10 april 2015 werd bekendgemaakt dat Stevens de achterste kruisband van zijn rechterknie had gescheurd tijdens de botsing en zeker 9 maanden niet inzetbaar zou kunnen zijn.

### Go Ahead Eagles
Op 22 mei 2017 maakt Go Ahead Eagles bekend Stevens te hebben gestrikt. De doelman tekent voor een jaar bij de Deventer club.

### Excelsior en Cambuur
In het seizoen 2018/19 speelde Stevens voor SBV Excelsior waarmee hij uit de Eredivisie degradeerde. Hierna ging hij naar SC Cambuur.

## Clubstatistieken
| Seizoen         | Club            | Competitie      | Competitie | Competitie | Beker | Beker | Internationaal | Internationaal | Overig | Overig | Totaal | Totaal |
| Seizoen         | Club            | Competitie      | Wed.       | Dlp.       | Wed.  | Dlp.  | Wed.           | Dlp.           | Wed.   | Dlp.   | Wed.   | Dlp.   |
| --------------- | --------------- | --------------- | ---------- | ---------- | ----- | ----- | -------------- | -------------- | ------ | ------ | ------ | ------ |
| 2010/11         | FC Volendam     | Eerste divisie  | 1          | 0          | 1     | 0     | –              | –              | –      | –      | 2      | 0      |
| 2011/12         | FC Volendam     | Eerste divisie  | 10         | 0          | 1     | 0     | –              | –              | –      | –      | 11     | 0      |
| 2012/13         | FC Volendam     | Eerste divisie  | 31         | 0          | 1     | 0     | –              | –              | 4      | 0      | 36     | 0      |
| 2013/14         | FC Twente       | Eredivisie      | 0          | 0          | 0     | 0     | –              | –              | –      | –      | 0      | 0      |
| 2014/15         | FC Twente       | Eredivisie      | 13         | 0          | 5     | 0     | 0              | 0              | –      | –      | 18     | 0      |
| 2015/16         | FC Twente       | Eredivisie      | 0          | 0          | 0     | 0     | –              | –              | –      | –      | 0      | 0      |
| 2016/17         | FC Twente       | Eredivisie      | 0          | 0          | 0     | 0     | –              | –              | –      | –      | 0      | 0      |
| 2017/18         | Go Ahead Eagles | Eerste divisie  | 38         | 0          | 1     | 0     | –              | –              | 0      | 0      | 39     | 0      |
| 2018/19         | SBV Excelsior   | Eredivisie      | 14         | 0          | 0     | 0     | 0              | 0              | 0      | 0      | 14     | 0      |
| 2019/20         | SC Cambuur      | Eerste divisie  | 29         | 0          | 2     | 0     | 0              | 0              | 0      | 0      | 31     | 0      |
| 2020/21         | SC Cambuur      | Eerste divisie  | 37         | 0          | 2     | 0     | 0              | 0              | 0      | 0      | 39     | 0      |
| Carrière totaal | Carrière totaal | Carrière totaal | 173        | 0          | 13    | 0     | 0              | 0              | 4      | 0      | 190    | 0      |

Bijgewerkt t/m 23 juli 2021.

### Beloftenelftal
| Seizoen               | Club                  | Competitie            | Competitie | Competitie | Beker | Beker | Internationaal | Internationaal | Overig | Overig | Totaal | Totaal |
| Seizoen               | Club                  | Competitie            | Wed.       | Dlp.       | Wed.  | Dlp.  | Wed.           | Dlp.           | Wed.   | Dlp.   | Wed.   | Dlp.   |
| --------------------- | --------------------- | --------------------- | ---------- | ---------- | ----- | ----- | -------------- | -------------- | ------ | ------ | ------ | ------ |
| 2013/14               | Jong FC Twente        | Eerste divisie        | 8          | 0          | 0     | 0     | -              | -              | -      | -      | 8      | 0      |
| 2014/15               | Jong FC Twente        | Eerste divisie        | 8          | 0          | 0     | 0     | -              | -              | -      | -      | 8      | 0      |
| 2015/16               | Jong FC Twente        | Beloften Eredivisie   | 0          | 0          | 0     | 0     | -              | -              | -      | -      | 0      | 0      |
| 2016/17               | Jong FC Twente        | Tweede divisie        | 5          | 0          | 0     | 0     | -              | -              | -      | -      | 5      | 0      |
| Totaal Jong FC Twente | Totaal Jong FC Twente | Totaal Jong FC Twente | 21         | 0          | 0     | 0     | -              | -              | -      | -      | 21     | 0      |

## Interlandcarrière
Op 22 maart 2013 maakte Stevens zijn debuut voor het Nederlands Beloftenelftal, in een oefenduel tegen het Beloftenelftal van Servië. Hij keepte alleen de eerste helft.